# José María Olazábal
José María Olazábal (født 5. februar 1966 i Fuenterrabia, Spanien) er en spansk golfspiller, der (pr. september 2010) står noteret for 31 sejre gennem sin professionelle karriere. Hans bedste resultater i Major-turneringer er hans to sejre ved US Masters i 1994 og 1999.
Olazábal har hele 7 gange, i 1987, 1989, 1991, 1993, 1997, 1999 og 2006, repræsenteret det europæiske hold ved Ryder Cup.